# Eddie Sutherland
Albert Edward Sutherland, también conocido como Eddie Sutherland (5 de enero de 1895 – 31 de diciembre de 1973), fue un actor y director cinematográfico estadounidense de origen británico.

## Biografía
Su nombre completo era Albert Edward Sutherland, y nació en Londres, Inglaterra, en el seno de una familia dedicada a la actividad teatral. Su padre, Al Sutherland, era gerente y productor teatral, y su madre, Julie Ring, era una artista de vodevil. Era sobrino de Blanche Ring y Thomas Meighan, este último casado con una hermana de su madre. Sutherland actuó en 37 filmes conocidos en los inicios de su carrera, siendo uno de los policías Keystone en Tillie's Punctured Romance (1914), cinta en la que actuaban Charles Chaplin, Mabel Normand y Marie Dressler.

## Carrera
Sutherland fue dirigido por Charles Chaplin en Una mujer de París (1923), dos años antes de empezar su carrera como director, en la que contó con la ayuda del mismo Chaplin.
Su mayor fama le llegó como director, realizando un total de más de 50 filmes entre 1925 y 1956. La película que le dio su gran oportunidad fue Behind the Front (1926), la cual convirtió en estrellas a los dos actores principales y que confirmó a Sutherland como director de comedias. En el historial de Sutherland figura su difícil relación profesional con Stan Laurel, así como su duradera amistad con W.C. Fields.
Las últimas producciones dirigidas por Sutherland fueron las comedias televisivas de la serie Mack & Myer for Hire, protagonizadas por Joey Faye y Mickey Deans para Sandy Howard TV Productions y Trans-Lux Television en 1965.

## Vida personal
Sutherland se casó cinco veces. Dos de sus esposas fueron las actrices Marjorie Daw (casados entre 1923 y 1925) y Louise Brooks (desde julio de 1926 a junio de 1928). Él y Brooks se conocieron en el plató de It's the Old Army Game, película dirigida por Sutherland y en la que también actuaba su tía Blanche Ring.
A. Edward Sutherland falleció en 1973 en Palm Springs, California.

## Selección de su filmografía como actor
- Which Woman? (1918), dirigida por Tod Browning
- Conrad in Quest of His Youth (1920), dirigida por William C. deMille
- The Witching Hour (1921), dirigida por William Desmond Taylor
- The Dollar-a-Year Man (1921)
- The Loaded Door (1922)

## Selección de su filmografía como director

### Cine mudo
- Coming Through (1925), con Wallace Beery
- A Regular Fellow (1925), con Tyrone Power, Sr.
- Behind the Front (Reclutas a retaguardia) (1926), con Wallace Beery y Raymond Hatton
- It's the Old Army Game (1926), con W. C. Fields y Louise Brooks
- We're in the Navy Now (Reclutas sobre las olas) (1926), con Wallace Beery
- Fireman, Save My Child (Reclutas bomberos) (1927), con Wallace Beery
- Tillie's Punctured Romance (1928), con W.C. Fields

### Cine sonoro
- Pointed Heels (1929), con William Powell y Fay Wray
- Paramount on Parade (1930), codirector con otros diez directores
- June Moon (Luna de junio) (1931), con Jack Oakie y Frances Dee
- Up Pops the Devil (1931), con Carole Lombard
- Palmy Days (Un loco de verano) (1931), con Eddie Cantor
- Sky Devils (1932), con Spencer Tracy
- Mr. Robinson Crusoe (1932), con Douglas Fairbanks
- Too Much Harmony (Cocktail musical) (1933), con Bing Crosby
- International House (1933), con W. C. Fields
- Mississippi (El cantor del río) (1935), con Bing Crosby y W. C. Fields
- Diamond Jim (El hombre de los brillantes) (1935), drama biográfico
- Every Day's a Holiday (1937), con Mae West
- Los locos del aire (película) (1939), con Stan Laurel y Oliver Hardy
- The Invisible Woman (1940), con John Barrymore
- Beyond Tomorrow (1940), film de fantasía
- One Night in the Tropics (Noche en el trópico) (1940), película de Bud Abbot y Lou Costello
- The Boys from Syracuse (1940)
- The Navy Comes Through (1942)
- Dixie (1943), con Bing Crosby
- Follow the Boys (Sueños de gloria) (1944), con George Raft
- Abie's Irish Rose (1946)
- Bermuda Affair (1956), con Kim Hunter